# Раджариши
Раджариши, или Раджарши (санскр. Raja Rishi = «царь-мудрец»), — в индийской мифологии особый класс мифических мудрецов (Риши), происходивших из царского рода: это кшатрии, которые за чистую и святую жизнь на земле были вознесены в качестве святых или полубогов на небо Индры. К ним причисляется Вишвамитра, Пуруравас, Икшваку и др.
Раджарши — цари-пророки в индуизме.
Названным Раджарши мог стать раджа (царь), который за время своего правления жил святой жизнью: в чистоте, при отсутствии желаний и свободным от грехов. В первоначальном значении признание такого титула подтверждало, что владыка достиг высокого духовного уровня и статуса Риши, благодаря практикам аскетизма или мудрости в духовно-религиозной области. Навыки и статус Раджарши описывает «Артхашастра».